# Българско училище „Христо Ботев“ (Алкала де Енарес)
Българското училище „Христо Ботев“ е училище на българската общност в град Алкала де Енарес, Испания. Създадено е през 2010 г. Към 2024 г. в него се обучават деца от 4- до 18-годишна възраст по български език, литература и история на България. Дейността му е подпомагана от Министерството на образованието и науката на България и кметството в Алкала де Енарес.

## История
Училището е открито през 2010 г. То се развива като образователен проект по инициатива на асоциация Т.А.Н.Г.Р.А. от Мадрид.